# 23308 Niyomsatian
23308 Niyomsatian è un asteroide della fascia principale. Scoperto nel 2001, presenta un'orbita caratterizzata da un semiasse maggiore pari a 2,5682245 UA e da un'eccentricità di 0,0690473, inclinata di 3,98318° rispetto all'eclittica.